# Astragalus forrestii
Astragalus forrestii es una especie de planta del género Astragalus, de la familia de las leguminosas, orden Fabales.

## Distribución
Astragalus forrestii se distribuye por	China.

## Taxonomía
Fue descrita científicamente por N. D. Simpson. Fue publicada en Notes Roy. Bot. Gard. Edinburgh 8: 124 (1913).